# Hagudi (wieś)
Hagudi – wieś w Estonii, w prowincji Rapla, w gminie Rapla.